# Protosphindus bellus
Protosphindus bellus is een keversoort uit de familie slijmzwamkevers (Sphindidae). De wetenschappelijke naam van de soort werd in 1987 gepubliceerd door Burakowski & Slipinski.